# Kantongerecht (Suriname)

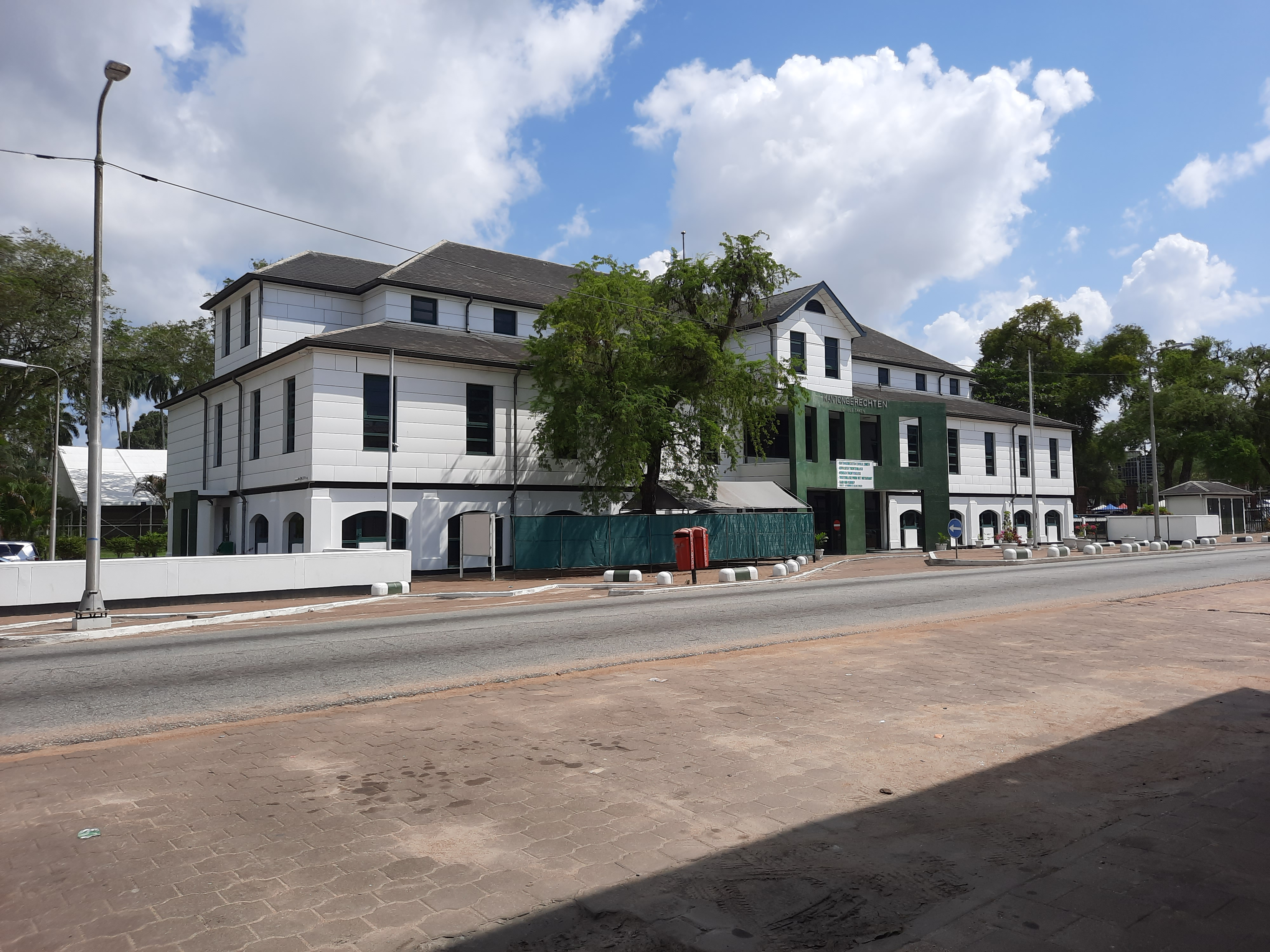
Kantongerechten voor Civiele Zaken in Paramaribo.

Het kantongerecht is de eerste instantie van de rechterlijke macht in Suriname. Er zijn drie kantongerechten die alle drie hun zetel hebben in Paramaribo. Beroep tegen beslissingen van de kantongerechten kan worden ingesteld bij het Hof van Justitie.

## Drie kantons
- Het eerste kantongerecht behandelt uitsluitend civiele zaken uit de districten: Paramaribo, Wanica, Para, Brokopondo, Commewijne en Saramacca.
- Het tweede kantongerecht behandelt uitsluitend strafzaken uit de districten Paramaribo en Commewijne.
- Het derde kantongerecht, aan de Mgr. Wulfinghstraat, behandelt de straf- en civiele zaken die niet door het eerste of tweede kantongerecht worden behandeld.